# Bjärnå järnvägsstation
Bjärnå järnvägsstation är en nedlagd järnvägsstation i Bjärnå tätort i Salo stad i Finland.
Stationen öppnades år 1899. År 1988 upphörde passagerartrafiken och hela stationen lades ner år 1992. Samma år flyttades kustbanans rutt österut, och de gamla spåren vid stationen revs. I dag används stationsbyggnaden som ett daghem.